# Третий тайм (фильм, 2012)
«Третий тайм» (макед. Трето полувреме) — кинофильм режиссёра Дарко Митревского, вышедший на экраны в 2012 году. Лента выдвигалась от Македонии на премию «Оскар» за лучший фильм на иностранном языке, однако не была номинирована.

## Сюжет
Действие происходит в Скопье в начале 1940-х годов. Футбольный клуб «Македония» — аутсайдер югославского чемпионата; игроки команды давно потеряли надежду на успех. Владелец клуба Димитрий, находящийся под большим впечатлением от успехов Германии, принимает радикальное решение — приглашает в качестве тренера немецкого специалиста Рудольфа Шпица. После долгих изнурительных тренировок Шпицу удаётся поставить команде атакующую игру. «Македония» одерживает знаковую победу в Белграде, что вызывает в Скопье всплеск македонского патриотизма. Параллельно развивается романтическая история взаимоотношений между бедняком Костой, нападающим команды, и молодой красавицей Ребеккой, дочерью богатейшего в городе еврейского банкира.
После оккупации Югославии немецко-итальянско-болгарскими войсками начинаются гонения против евреев, что непосредственно затрагивает команду: «немец» Шпиц оказывается евреем и лишается права присутствовать на стадионе во время матчей. Тем не менее, «Македония», выступающая теперь в болгарском чемпионате, одерживает одну победу за другой и всерьёз претендует на чемпионство. Однако власти вовсе не намерены позволить провинциальной команде, возглавляемой евреем, завоевать трофей…

## В ролях
- Сашко Коцев — Коста
- Катарина Ивановска — Ребекка Коэн
- Рихард Заммель — Рудольф Шпиц
- Раде Шербеджия — Рафаэл Коэн, отец Ребекки
- Эмил Рубен — полковник Гарванов
- Митко Апостоловски — Димитрий
- Тони Михайловски — Панчо
- Игор Ангелов — Африка
- Гораст Цветковски — Скептик
- Оливер Митковски — Йордан